# گرگ تولند
گرگ تولند (انگلیسی: Gregg Toland; ۲۹ مهٔ ۱۹۰۴ – ۲۸ سپتامبر ۱۹۴۸) یک مدیر فیلم‌برداری اهل ایالات متحده آمریکا بود که به دلیل استفاده خلاقانه‌اش از نور و فوکوس عمیق شهرت داشت که نمونه هایی از آن را می‌توان در خوشه‌های خشم ، بهترین سال های زندگی ما و همشهری کین
یافت.

از فیلم‌ها یا مجموعه‌های تلویزیونی که وی در آن‌ها نقش داشته‌است می‌توان به بزن‌بکوب! اشاره نمود.
وی همچنین برنده جوایزی همچون جایزه اسکار بهترین فیلمبرداری شده‌است.

## میراث
نتایج یک نظرسنجی که در سال 2003 توسط انجمن بین‌المللی سینماگران انجام شد، تولند را در زمره 10 فیلم‌بردار تاثیرگذار تاریخ قرار داد. 